# Mike Howlett
Pour les articles homonymes, voir Howlett.
Michael John Gilmour Howlett dit Mike, né le 27 avril 1950 à Lautoka aux iles Fidji et habitant maintenant au Royaume-Uni, est musicien, bassiste pour le groupe Gong et aussi producteur de disques. Il a remporté un Trophée Grammy, grâce à son travail de producteur avec le groupe A Flock of Seagulls.

## Historique
Il commence à jouer avec le groupe The Affair à Sydney en Australie, vers la fin des années 1960, avec lesquels officiait le chanteur Kerrie Biddell. Après avoir remporté un prix au concours Hoadley's Battle of the Sounds auquel participaient plusieurs groupes rock, The Affair déménage en Angleterre. Puis après s'être définitivement installé là-bas, Mike se joint à Gong à partir de 1973 sur l'album Angel's Egg jusqu'en 1977 sur l'album Gong est mort... Vive Gong sous le nom de Mister T. Being. Il aura écrit la majeure partie du matériel avec le batteur Pierre Moerlen. 
Après avoir quitté Gong, Mike forme l'éphémère Strontium 90 avec Sting à la basse et au chant, l'ex-Soft Machine Andy Summers à la guitare et l'ancien batteur de Curved Air Stewart Copeland. Chris Cutler qui avait été prévu à l'origine étant indisponible, c'est Copeland qui a hérité du poste. Ils enregistrent des démos aux Studios Virtual Earth à Londres en Angleterre, puis le 28 mai 1977, ils jouent au Gong Festival à Paris sous le nom Strontium 90, des pièces originales et d'autres des Police, Visions of the night et Three o'clock shit. Des chansons live ainsi que d'autres enregistrées en studio sont disponibles sur l'album Strontium 90 - Police Academy publié en 1997 sur disques ARK 21 Records. Ils sont aussi apparus dans un club de Londres en juillet 1977 sous le nom The Elevators. La particularité de ce quatuor est qu'ils avaient deux bassistes, Mike Howlett qui était le bassiste "lead" et Sting qui était le bassiste plus rythmique. Sur l'album, on retrouve la version démo de la chanson des Police, Every Little Thing She Does Is Magic ainsi que la chanson Visions of the night qui deviendrait Be my girl et 3 O'Clock Shit deviendrait O My God des Police. 
Quelques mois après avoir quitté Strontium 90, Mike est bassiste pour le groupe The Radio Actors, qui comprend l'ex guitariste de Gong Steve Hillage et Sting au chant, qui s'est joint au groupe sous la recommandation de Howlett. Le disque Extended Play - EP - du groupe Nuclear Waste/Digital Love/Spiral Diatribe/No-Ozone Blue/Nuclear MegaWaste, sorti tout d'abord en 1979 sur disques Charly Records en format vinyle a par la suite été réédité en CD en 1995. On y retrouve trois chansons avec Mike, soit les 2 premières et la dernière Nuclear MegaWaste. Les autres musiciens impliqués dans ce projet sont Nik Turner de Hawkwind à la flûte et au saxophone, Steve Broughton aux claviers, Liz Van Dort au chant et aux chœurs, Javier Fredes aux percussions et Harry Williamson à la guitare. 
Durant les années '80, Mike Howlett deviendra un producteur de disques très en demande, travaillant avec des jeunes groupes de la vague new wave émergente, tels que A Flock Of Seagulls avec lesquels il remporte un Trophée Grammy, The Alarm, China Crisis, Martha & the Muffins, Orchestral Manoeuvres in the Dark, Stephen Duffy, Gang of Four et Comsat Angels. Il a aussi produit l'album Secret Secrets de Joan Armatrading en 1985. 
Gong donne des concerts réunions de façon épisodique et Mike est toujours présent, en 1993 il lance le label Mauve, qui distribue des albums d'artistes auteurs compositeurs comme Rafa Russo, Debbie Cassell et Jay Fisher, puis de 2005 à 2009 il fut président de Music Producers Guild (MPG), en français la Guilde des Producteurs de Musique. En 2009, Mike se mérite un PhD en production de musique et a donné de multiples conférences dans diverses universités en Grande-Bretagne, notamment à l'Université de Glamorgan (maintenant l'Université du sud du Pays de Gales), l'Université de Thames Valley à Ealing. Puis en 2009, il est Responsable de musique à l'Université Queensland University of Technology. En 2000, il rejoint à nouveau Gong et est présent sur l'album Zero to infinity avec Daevid Allen, Gilli Smyth, Didier Malherbe et Theo Travis. Puis sur l'album 2032 produit par Steve Hillage qui joue aussi sur le disque en compagnie de Miquette Giraudy. En 2003 parait l'album éponyme du groupe House of Thandoy avec lequel joue désormais Mike à la basse et au chant, Steve Higgins à la guitare, aux synthés et au chant, Theo Travis au saxophone et Eddy Sayer à la batterie. 
Mike est marié, il a trois enfants et un petit fils et habite au nord de Londres.

## Discographie
Gong
- 1973 : Angel's Egg
- 1974 : You
- 1976 : Shamal - Produit par Nick Mason de Pink Floyd.
- 1977 : Gong est Mort, Vive Gong
- 1977 : Gong Live Etc - Album double de concerts donnés entre mai 1973 et septembre 1975.
- 1992 : Shapeshifter - Album publié en 1992 avec des pièces bonus sur lesquelles Mike est présent à la basse.
- 2000 : Zero to Infinity - Avec Daevid Allen, Gilly Smith, Didier Malherbe et Theo Travis.
- 2005 : Live in Sherwood Forest '75 - Avec Steve Hillage, Patrice Lemoine, Didier Malherbe, Pierre Moerlen, etc.
- 2009 : 2032 - Steve Hillage est aussi sur cet album comme guitariste et producteur.
- 2015 : Radio Gnome Invisible Trilogy - Boîtier de 3 CD en hommage au créateur et fondateur de Gong, Daevid Allen.

Nik Turner's Sphinx
- 1977 : Xitintoday - Coproduit avec Steve Hillage et Mike Howlett, avec comme musiciens, outre Mike à la basse, Steve

Hillage à la guitare, Miquette Giraudy aux voix, Harry Williamson à la guitare et aux claviers, Tim Blake aux synthés et Morris Pert aux percussions. 
Strontium 90
- 1977 : Strontium 90: Police Academy - Groupe formé de Sting, Mike Howlett, Stewart Copeland et Andy Summers.

Album
- 1 - Visions of the Night - (Sting)
- 2 - New World Blues - (Mike Howlett)
- 3 - 3 O'Clock shit - (Sting)
- 4 - Lady of Delight - (Mike Howlett)
- 5 - Electron Romance - (Mike Howlett)
- 6 - Every Little Thing She Does Is Magic (Demo) - (Sting)
- 7 - Towers Tumbled - (Mike Howlett)
- 8 - Electron Romance - Live - (Mike Howlett)
- 9 - Lady Of Delight - Live - (Mike Howlett)

The Radio Actors
- 1979 : Nuclear Waste/Digital Love/Spiral Diatribe/No-Ozone Blue/Nuclear MegaWaste - EP - Avec Steve Hillage , Sting, Nik Turner, Steve Broughton, Mike Howlett, Liz van Dort, Javier Fredes et Harry Williamson.

John FoxxThe Golden Section - Joue la basse et la batterie en plus de produire une chanson.
House of Tandoy
- 2003 : House of Thandoy

## Production
Rhythms of Resistance
- 1978 : Rhythms of Restistance - Artistes Variés

Punishment of Luxury
- 1978 : Laughing Academy

Penetration
- 1979 : Moving Target

Martha & The Muffins
- Single :
- 1979 : Insect Love/Cheesies And Gum - Premier single du groupe.

- Albums :
- 1979 : Metro Music
- 1980 : Trance and dance
- 1987 : Far Away in Time - Compilation - Producteurs Daniel Lanois, Mike Howlett & Martha & The Muffins.

Ficher Z
- 1979 : Word Salad
- 1980 : Going Deaf For A Living

The Revillos
- 1980 : Rev up

Valérie Lagrange
- 1980 : Faut plus me la faire - Steve Hillage solo de guitare sur la pièce-titre.

The Teardrop Explodes
- 1980 : When I Dream

Orchestral Manoeuvres in the Dark
- 1980 : Organisation - Producteurs : Mike Howlett & OMD.
- 1981 : Architecture & Morality - Producteurs : Richard Manwaring, Mike Howlett & OMD.

Martha Ladly & The Scenery Club
- 1981 : Finlandia/Tasmania - Single.

Modern Eon
- 1981 : Euthenics/Cardinal Signs - Single - Coproduction Mike Howlett, Danny Hampson & Alix.

Sniff 'n' the Tears
- 1981 : Love/Action
- 1982 : Ride Blue Divide

Thompson Twins
- 1981 : A Product of... (Participation) - Produit 2 chansons : Perfect game & Politics.

Any Trouble
- 1981 : Wheels in motion

Tears for Fears
- 1982 : Pale Shelter/The Prisoner - Version originale en single.

Gang of Four
- 1982 : Songs of the Free

Blancmange
- 1982 : Happy Families
- 1982 : Living on the ceiling

TV21 (With The Cannizarro Strings)
- 1982 : All Join Hands/ A Journey Up The Zambezi (And Back) : Mike séquenceur sur All join hands et production.

A Flock Of Seagulls
- 1982 : A Flock Of Seagulls - Coproduit par Mike Howlett et Bill Nelson la pièce DNA a valu un Grammy à Howlett.
- 1983 : Listen
- 1984 : The Story of a Young Heart

Hunters & Collectors
- 1982 : Hunters & Collectors
- 1982 :  Payload - EP

Comsat Angels
- 1983 : Land

China Crisis
- 1983 : Working with Fire and Steel – Possible Pop Songs Volume Two

John Foxx
- 1983 : Twilight's Last Gleaming de l'album The Golden Section - Mike Howlett joue la basse et la batterie sur l'album.

Tin Tin
- 1983 : Hold it/Blowing kisses - La chanson Hold it produite par Mike Howlett.

Berlin
- 1984 : Love Life

Joan Armatrading
- 1985 : Secret Secrets

The Alarm
- 1985 : Strenght

The Ward Brothers
- 1986 : The Ward Brothers

Julien Clerc
- 1987 : Les Aventures à l'eau : Avec Didier Malherbe, Jean Roussel, Matt Clifford, etc.

Gowan
- 1990 : Lost Brotherhood - Avec Alex Lifeson, Tony Levin et Jerry Marotta. Coproduit par Howlett et Eddie Schwartz

Rafa Russo
- 1993 : Despite Myself - Mauve Records

Jay Fisher
- 1993 : The Velvetine Ear - Mauve Records

Debbie Cassell
- 1995 : Angel In Labour - Mauve Records